# كوتن ديفيدسون
كوتن ديفيدسون (بالإنجليزية: Cotton Davidson)‏ هو لاعب كرة قدم أمريكية أمريكي، ولد في 30 نوفمبر 1931 في غتسفيل في الولايات المتحدة.

## وصلات خارجية
- كوتن ديفيدسون على موقع مرجع كرة القدم المحترفة.كوم (الإنجليزية)